# Samuel Hunter Christie

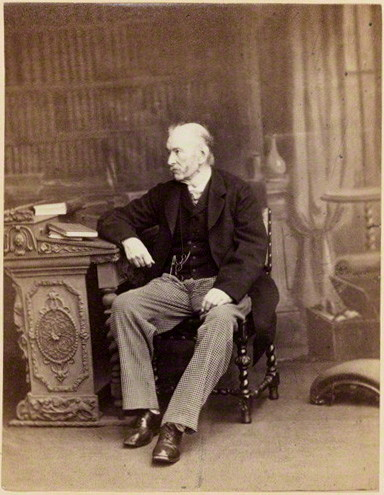
Samuel Hunter Christie

Samuel Hunter Christie (* 22. März 1784 in London; † 24. Januar 1865 in Ailsa Villa, Twickenham, London) war ein britischer Mathematiker und Naturforscher.

## Leben und Wirken
Christie kam in London zur Welt. Er studierte ab 1800 Mathematik am Trinity College in Cambridge, im dritten Jahr erhielt er ein Stipendium. Dort erlangte er 1805 als zweitbester seines Jahrgangs einen Abschluss als Bachelor, in seiner Freizeit gehörte er zu den Begründern des Ruderclubs. Ab 1806 arbeitete er als mathematischer Assistent an der Royal Military Academy in Woolwich. Dort lehrte er ab 1838 bis 1854 als Professor Mathematik. Im Laufe seiner Tätigkeit wurde auf sein Wirken hin insbesondere das Prüfungswesen an der Academy weitgehend umgestellt. Seine Forschungen befassten sich hauptsächlich mit Magnetismus, neue Erkenntnisse ergaben sich unter anderem aus Forschungsexpeditionen der Jahre 1818 und 1819 in die Arktis. Eine daraus abgeleitete Hypothese stellte er 1820 in den Philosophical Transactions vor. Im Juni 1824 stellte er einige seiner Experimente zum Einfluss der Temperatur auf den Magnetismus bei einem Treffen der Royal Society vor, deren Ergebnisse auf einer Expedition unter Parry bestätigt werden konnten.
1826 wurde er als Mitglied („Fellow“) in die Royal Society gewählt und war von 1837 bis 1854 auch als deren Sekretär tätig. 1833 wählte die Royal Society seine Schrift zum elektromagnetischen Verhalten verschiedener Metalle als Bacerian Lecture aus. Darin weist er beispielsweise nach, dass sich die Leitfähigkeit verschiedener Metalle mit zunehmender Länge verringert und mit erhöhtem Durchmesser des Drahtes verbessert. Auch konnte er den direkten, nicht thermischen Einfluss von Sonnenstrahlen auf eine Magnetnadel nachweisen. Seine Hypothese, dass das Erdmagnetfeld auf den Einfluss der Sonne zurückzuführen sei, konnte er experimentell nicht nachweisen.
Er verwendete als erster eine Torsionswaage, um die Magnetkraft zu messen, und er befasste sich mit horizontal und vertikal auslenkbaren Magnetnadeln. Er gehörte einem Ausschuss für das Kompasswesen an. Der sich mit dem Erdmagnetfeld und dessen möglichen Ursachen befassende Teil des Report of the British Association for 1833 stammt von Christie. Humboldt bezog sich 1836 in einem Schreiben an den Präsidenten der Royal Society über die Beobachtung des Erdmagnetfeldes auf Christie und George Airy. Daraus ergab sich, dass das Vereinigte Königreich ab 1838 an mehreren Stellen seines Herrschaftsgebietes permanent besetzte Beobachtungsstationen für das Erdmagnetfeld einrichtete.
Bereits 1833 beschrieb Christie das Grundprinzip der Wheatstone-Brücke in einer Schrift für die University of Cambridge. Erst einige Jahre später erkannte Charles Wheatstone deren Bedeutung und ihre vielseitige Verwendbarkeit, Wheatstone wies auf Christie als den Erfinder der Brücke hin, diese wurde jedoch nach Wheatstone benannt, weil er ihre Bedeutung und Verwendbarkeit öffentlich gemacht hatte. Stig Ekelöf diskutiert in The Genesis of the Wheatstone Bridge die Beiträge von Christie und Wheatstone, und warum die Brücke Wheatstones Namen bekommen hat.
Ab 1864 übersiedelte Christie aus gesundheitlichen Gründen zeitweise nach Lausanne. Er war zweimal verheiratet, in erster Ehe vom 12. Mai 1808 bis zu ihrem Tod am 27. Mai 1829 mit Elizabeth Theodora, der ältesten Tochter von Charles Claydon, Battler des Trinity College, Cambridge. Ihr Grabmal befindet sich in der All Saints Church, Cambridge. Die zweite Ehe ging er am 16. Oktober 1844 mit Margaret Ellen ein, der Tochter von James Malcolm of Killarney. Sein Sohn war der Astronom William Christie.
Nach Christie ist in der Antarktis das Kap Christie an der Ostküste des Viktorialands benannt. Gleiches gilt (in falscher Schreibweise) für den Mount Christi, einen Berg auf Smith Island im Archipel der Südlichen Shetlandinseln.